# Vaudelle
La Vaudelle est une rivière française qui coule dans les départements de la Mayenne et de la Sarthe. C'est un affluent de la Sarthe en rive droite, donc un sous-affluent de la Loire par la Sarthe, puis la Maine.

## Géographie
La Vaudelle prend sa source sur le versant nord de la chaîne des Coëvrons (à Ize (Mayenne))
, dans le canton de Bais. Elle arrose Trans, Saint-Thomas-de-Courceriers, Saint-Mars-du-Désert et se jette dans la Sarthe en rive droite, à Saint-Georges-le-Gaultier (longueur de la section mayennaise fin XIXe siècle : 21,650 km).

## Hydrologie
La Vaudelle est une rivière assez irrégulière. Son débit a été observé durant une période de 17 ans (1992-2008), à Saint-Georges-le-Gaultier, localité du département de la Sarthe située au niveau de son confluent avec la Sarthe. La surface ainsi étudiée y est de 89 km2, soit la totalité du bassin versant de la rivière.
Le module de la rivière à Saint-Georges-le-Gaultier est de 1,01 m3/s.
La Vaudelle présente des fluctuations saisonnières de débit fort marquées, comme très souvent dans le bassin de la Loire. Les hautes eaux se déroulent en hiver et se caractérisent par des débits mensuels moyens allant de 1,59 à 2,40 m3/s, de décembre à mars inclus (avec un maximum net en janvier). À partir de la fin du mois de mars, le débit baisse rapidement jusqu'aux basses eaux d'été qui ont lieu de juillet à septembre inclus, entraînant une baisse du débit mensuel moyen jusqu'à 0,268 m3/s au mois d'août. Mais ces moyennes mensuelles ne sont que des moyennes et occultent des fluctuations bien plus prononcées sur de courtes périodes ou selon les années.
Aux étiages, le VCN3 peut chuter jusque 0,075 m3/s (75 litres par seconde), ce qui ne peut être considéré comme très sévère pour un cours d'eau de cette taille.
Les crues peuvent être très importantes, compte tenu de la petitesse du bassin versant. Les QIX 2 et QIX 5 valent respectivement 11 et 16 m3/s. Le QIX 10 est de 20 m3/s, le QIX 20 de 23 m3/s, tandis que le QIX 50 n'a pas été calculé faute de durée d'observation suffisante pour le déterminer valablement.
Le débit instantané maximal enregistré à Saint-Georges-le-Gaultier a été de 19,9 m3/s le 26 janvier 1995, tandis que la valeur journalière maximale était de 14,7 m3/s le 22 janvier de la même année. Si l'on compare le premier de ces chiffres (débit instantané maximal) aux différents QIX de la rivière, l'on constate que cette crue était à peine d'ordre décennal, et donc destinée à se reproduire statistiquement tous les 10 ans environ.
La Vaudelle est une rivière abondante, à l'instar des autres affluents du nord des bassins de la Sarthe et de la Mayenne. La lame d'eau écoulée dans son bassin versant est de 357 millimètres annuellement, ce qui est supérieur à la moyenne d'ensemble de la France tous bassins confondus (plus ou moins 320 millimètres), et aussi à la moyenne du bassin de la Loire (245 millimètres), de la Sarthe (201 millimètres sans le bassin du Loir) et de la Mayenne (297 millimètres sans l'Oudon). Le débit spécifique (ou Qsp) atteint 11,3 litres par seconde et par kilomètre carré de bassin.

### Source
- Article tome 3 page 851 du dictionnaire historique topographique et biographique de la Mayenne de l'Abbé Angot.